# Lene-Voigt-Park
Der Lene-Voigt-Park ist ein 2004 eröffneter Park Im Ortsteil Reudnitz der Stadt Leipzig. Er wurde am 13. Juli 2005 nach der sächsischen Mundartdichterin Lene Voigt (1891–1962) benannt, die von 1920 bis 1925 in der angrenzenden Reichpietschstraße (damals Nostitzstraße) wohnte.

## Beschreibung
Der 800 m lange und 80 bis 130 m breite Park hat seine Form von dem Gelände des früheren Eilenburger Bahnhofs in Leipzig, auf dem er liegt. Es ist die Form eines in West-Ost-Richtung ausgerichteten langgezogenen Rechtecks. Auf drei Seiten wird die Parkfläche von Straßen auf gleicher Ebene begrenzt, wohingegen die Riebeckstraße auf der Ostseite höher liegt. Sie überquert auf einer Brücke die Anger-Crottendorfer Bahnschneise, auf der der Hauptweg des Parks, auch Hauptpromenade genannt, als Bahntrassenweg aus dem Park hinaus nach Osten weiter geführt wird.
Die 5 m breite Hauptpromenade verläuft gerade und erschließt den Park in seiner ganzen Länge. Auf ihrer Nordseite wird die Hauptpromenade von Birken und einer Mauer aus Drahtgabionen begleitet, in die Sitzgelegenheiten eingelassen sind. Auf der Südseite der Hauptpromenade liegt ein breiter Rasenstreifen mit Bäumen, der sich zur freien Nutzung anbietet. Südlich davon wird der Park durch eine bandartige Struktur abgeschlossen, in der sich mit Robinien bestandene Plätze, Heckenkabinette und unterschiedlichste Sport- und Spielangebote, wie Tischtennisplatten, Spielfelder sowie Möglichkeiten für Boule, Inlineskaten, Klettern und vieles andere mehr miteinander abwechseln. Auffällig sind einige drehbare Cortenstahl-Elemente.

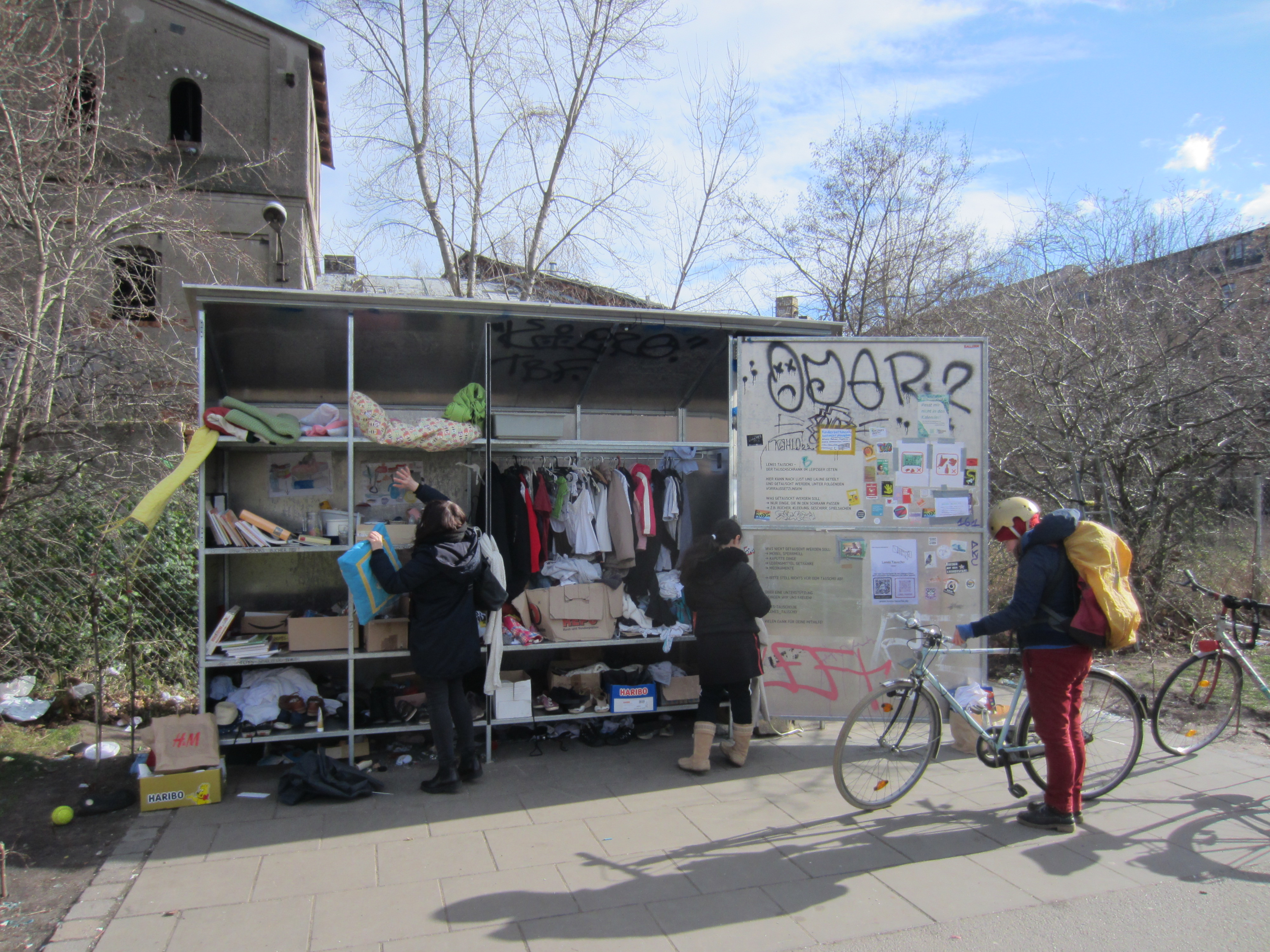
"Lenes Tauscho" - Tauschschrank im Lene-Voigt-Park

Seit 2021 steht am östlichen Ende des Parks der Tauschschrank "Lenes Tauscho", der 2023 dem Vandalismus zum Opfer fiel, danach aber neu errichtet wurde.

## Begleiterscheinungen des hohen Nutzungsdrucks
2024 räumte die Stadt in der Antwort auf eine Anfrage negative Begleiterscheinungen des hohen Nutzungsdrucks ein, denen der Park insbesondere in den Monaten von Frühjahr bis Herbst ausgesetzt sei. Zu diesen Begleiterscheinungen gehörten der Verschleiß der Rasenfläche, Verunreinigungen und Lärm. Als eine Gegenmaßnahme seien im Dezember 2023 öffentlich zugängliche Sanitäranlagen (Trockentrenntoiletten) zur kostenlosen Nutzung eingerichtet worden, die in wenigen Monaten bereits 15.000 Mal aufgesucht wurden. 

## Auszeichnung
Die Lene-Voigt-Park wurde 2002 mit dem Europäischen Preis für den öffentlichen Raum der Stadt ausgezeichnet. Damit sollte insbesondere auch die Bürgerbeteiligung in der Planung gewürdigt werden.

## Trinkbrunnen
Seit September 2020 ist auf der Nordseite an der Reichpietschstraße ein Trinkbrunnen von Frühjahr bis Herbst in Betrieb.